# Warreella
Warreella é um género botânico pertencente à família das orquídeas (Orchidaceae).